# Pont Haut
Le pont Haut est un pont situé à Colmars, au-dessus du Verdon, en France.

## Localisation
Le pont est situé sur la commune de Colmars, dans le département français des Alpes-de-Haute-Provence.

## Historique
La construction de l'ouvrage n'est pas documentée. Il figure sur la carte de Cassini de 1750. 
La structure de la maçonnerie du pont en double rouleau, le premier en pierres bien appareillées, le second plus fruste, est semblable à celle du pont de la reine Jeanne et du pont sur la Vaire. Il est probable que sa construction date du XVIIIe siècle.
L'édifice est inscrit au titre des monuments historiques le 29 décembre 1948.

## Principales dimensions
- longueur : 17,10 m
- largeur : 2,50 m
- ouverture de l'arche : 6 m
- hauteur entre la rivière et la clé de l'arche : 17 m